# Knickhagen

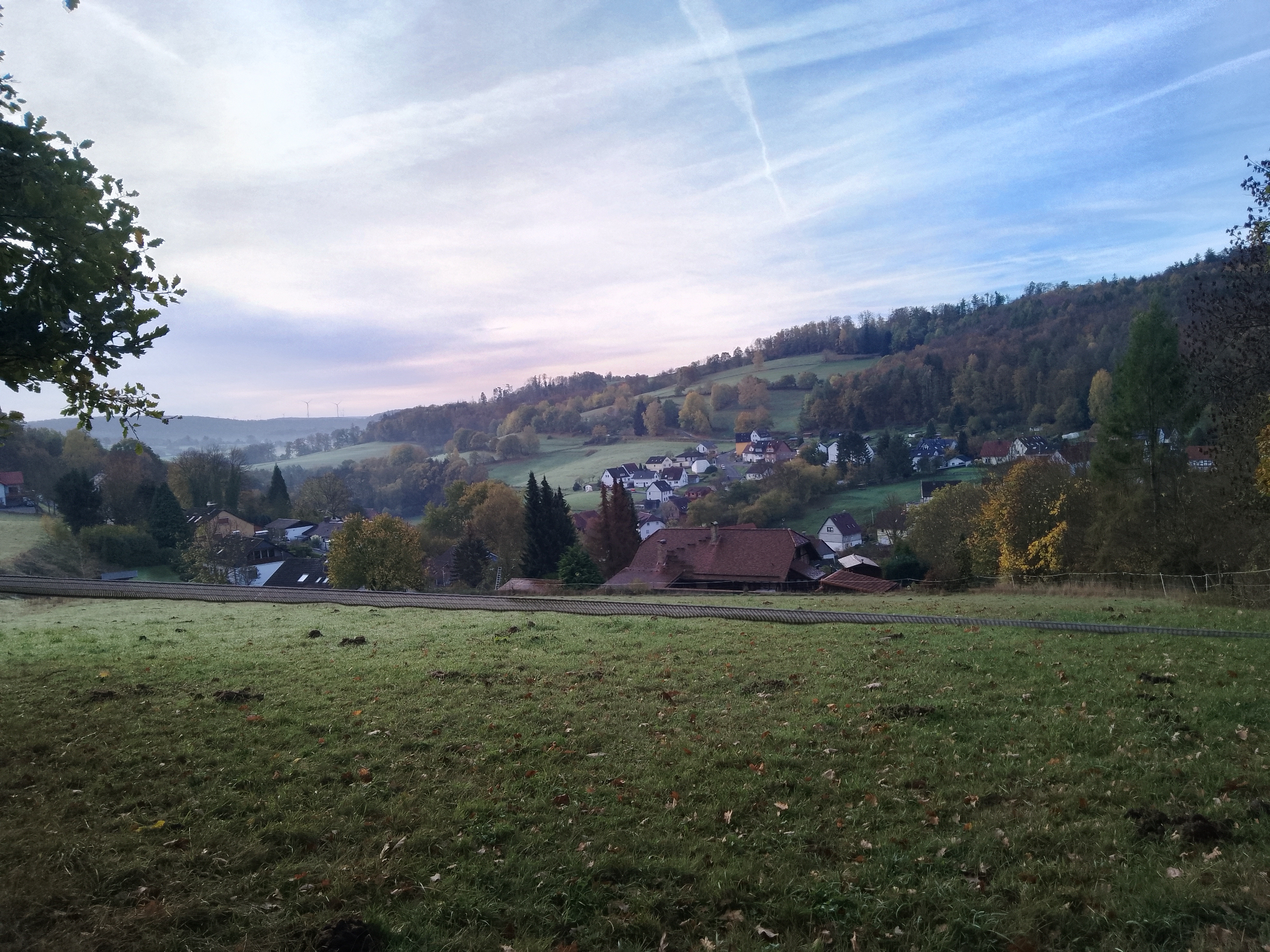
Blick auf Knickhagen

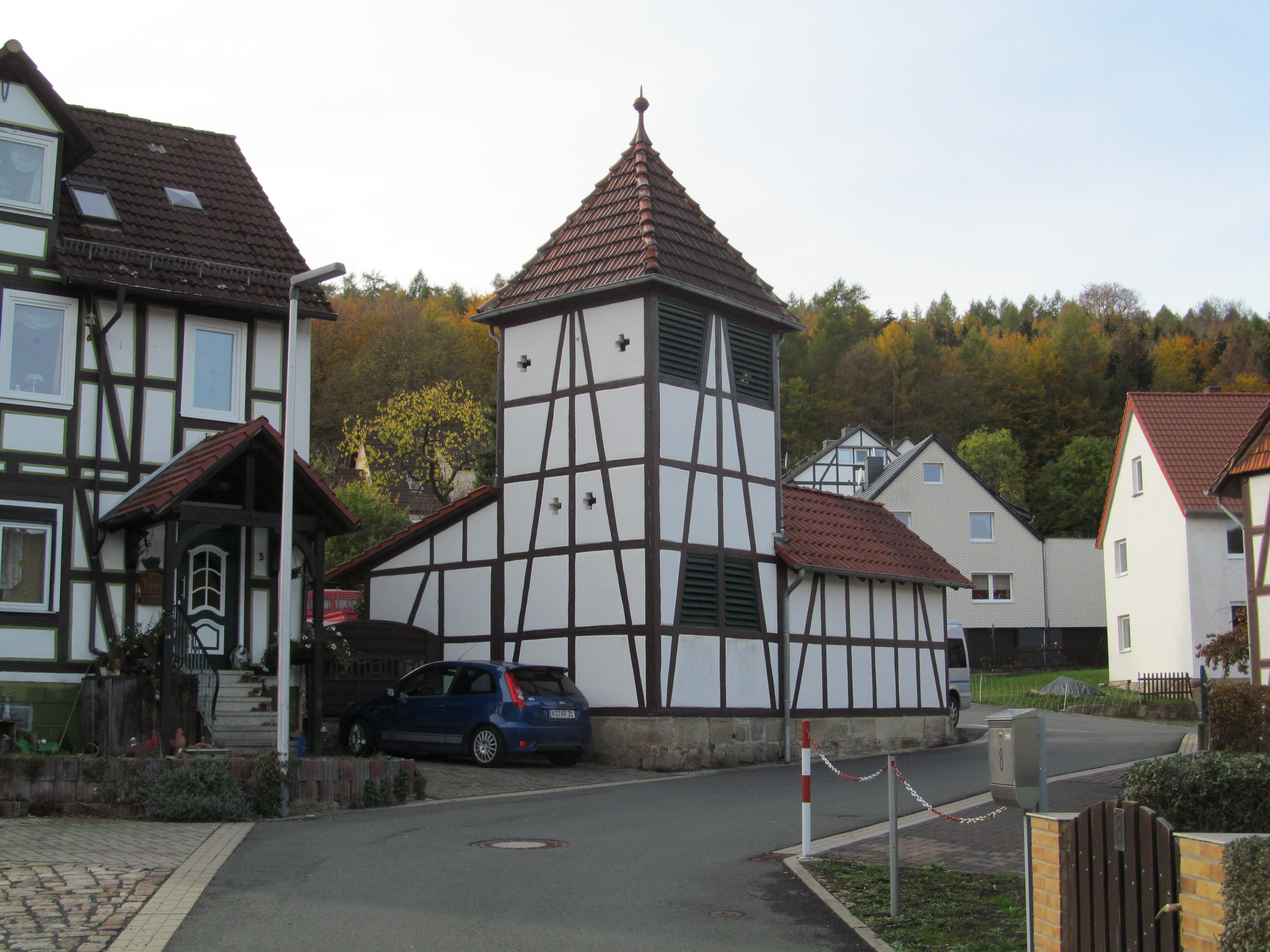
Die steile Gasse in Knickhagen

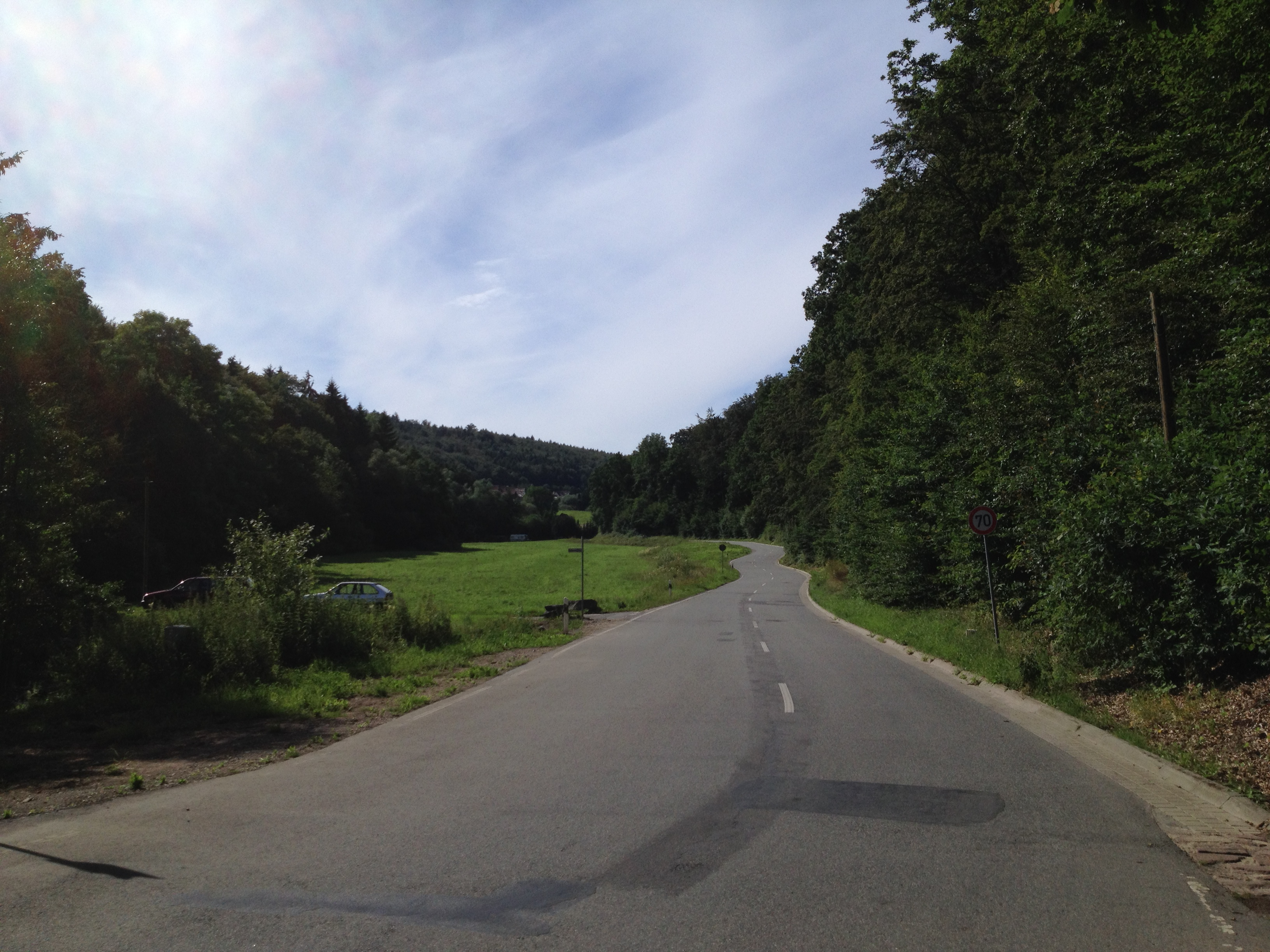
Kreisstraße südlich von Knickhagen, nahe Spiegelmühle

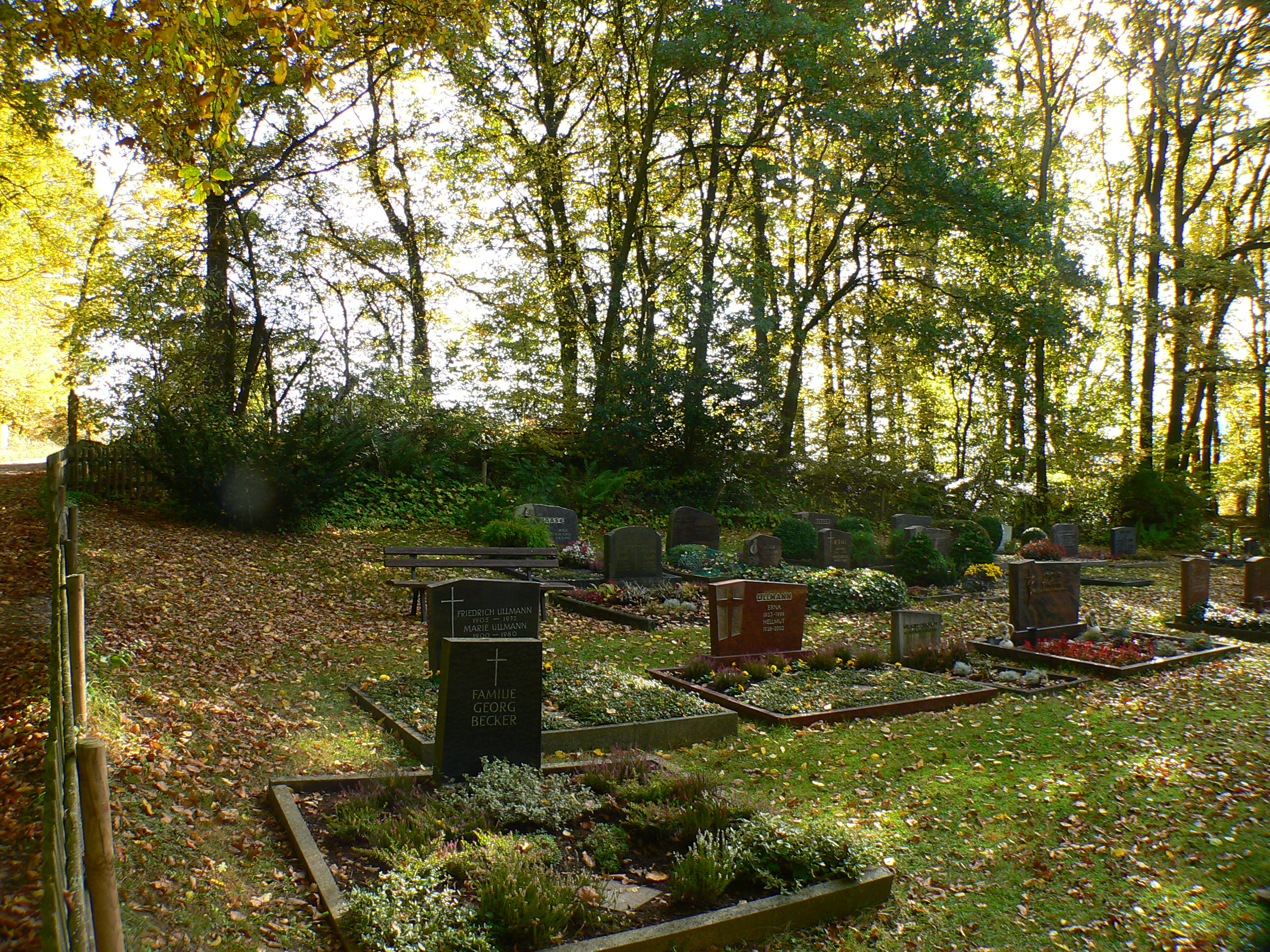
Friedhof und Burgstall Knickhagen

Knickhagen ist der nach Einwohnerzahl kleinste Ortsteil von Fuldatal im nordhessischen Landkreis Kassel in Deutschland.

## Geographische Lage
Knickhagen liegt an der Südabdachung des Reinhardswalds. Das Dorf befindet sich zwischen den Fuldataler Gemeindeteilen Wahnhausen im Süden, Rothwesten im Westsüdwesten und Wilhelmshausen im Ostnordosten. Nordnordwestlich von Knickhagen liegt das zur Kleinstadt Immenhausen gehörende Holzhausen und südsüdöstlich der Ortschaft bzw. jenseits der nahen Fulda das zu Staufenberg in Niedersachsen zählende Speele. Das Dorf wird vom Osterbach durchflossen, einem nördlichen Fulda-Zufluss. Etwas nördlich von Knickhagen fließt der Krummbach in den Osterbach ein. Unweit nordöstlich davon erhebt sich der Steinkopf mit dem Naturschutzgebiet Termenei.

## Geschichte
Knickhagen wurde im Jahr 1458 erstmals als Gnyghagen in den Güterregistern des Erzbistums Mainz urkundlich erwähnt. Im Jahr 1458 war der Ort hessisches Lehen Ludwig Hases. Später war es im Besitz von Hermann Lugelin und im Besitz derer von Meisenbug. 1576 wurde der Ort Lehen derer von Calenberg. Die Niedere Gerichtsbarkeit übten die von Calenberg, die ihren Stammsitz auf der Burg Calenberg in Calenberg hatten. Die Blutgerichtsbarkeit übten hingegen das Amt Ahna der Hessischen Landgrafen aus. Im Jahre 1773 verkauften die von Calenberg Knickhagen an die Landgrafschaft Hessen-Kassel.
Die erste Schule im Ort wurde 1829 in der ehemaligen Obermühle eingerichtet; vorher mussten die Kinder die Schule in Holzhausen besuchen. 1836 erbaute man gegenüber der ersten Schule ein neues Schulhaus. Dieses wurde bis etwa 1905 genutzt und danach in eine Gastwirtschaft umgebaut. Die danach, 1904/1905, erbaute Schule wurde bis Mitte der 1960er Jahre genutzt und danach in ein Dorfgemeinschaftshaus umgebaut.

### Gebietsreform
Im Zuge der Gebietsreform in Hessen entstand am 1. Januar 1970 durch den freiwilligen Zusammenschluss der bis dahin selbständigen Gemeinden Ihringshausen, Simmershausen, Wahnhausen, Knickhagen und Wilhelmshausen die Gemeinde Fuldatal. Damit wurde Knickhagen ein Ortsteil der Großgemeinde Fuldatal. Sitz der Verwaltung wurde Ihringshausen.

### Burg Knickhagen
An der Flanke des Steinkopfs im Bereich des heutigen Dorffriedhofs befand sich im Mittelalter die Burg Knickhagen. Wann und von wem die Burg erbaut wurde, ist urkundlich nicht überliefert. Sie wurde vermutlich anstelle einer karolingischen Vorgängerburg erbaut.

### Spiegelmühle
1594 entstand an der Mündung des Osterbaches in die Fulda eine Mühle, die als Eisenhütte verwendet wurde. Nachdem diese Eisenhütte nach Veckerhagen verlegt worden war, ließ 1699 Landgraf Karl von Hessen-Kassel in der „Spiegelmühle“ eine Glashütte errichten, die auf die Herstellung von Kristallglas und Spiegeln spezialisiert war.
Anmerkung: In Knickhagen gab es noch drei weitere Mühlen, die Ober-, Mittel und Untermühle. Um die Obermühle herum bildete sich der Ort. Lediglich die Untermühle lässt ihre frühere Bedeutung noch erkennen.

### Historische Ortsnamen
In erhaltenen Urkunden wurde Knickhagen unter den folgenden Namen erwähnt (in Klammern das Jahr der Erwähnung):
- Gnyghagen, (1458)
- Gnykhagen, (1493) Güterregister Rothwesten
- Knickhagen, (1664) Hütteroth, Reinhardswalddörfer, S. 192.

## Sehenswürdigkeiten
- Wall- und Grabenreste der einstigen Burg Knickhagen
- Spiegelmühle von Knickhagen